# Alta sziklarajzai
Alta sziklarajzai egy régészeti lelőhely egy része Alta közelében, az észak-norvégiai Finnmark megyében. A sziklarajzokat 1973-ban fedezték fel, és azóta összesen mintegy 3000 ábrát találtak, melyek egy részét a becslések szerint 6000 évvel ezelőtt rajzolták.
A rajzok a felszíni sziklákon találhatók. 
A helyszín 1985 óta az UNESCO világörökség része; ez Norvégia egyetlen őskori világörökségi helyszíne.
A sziklarajzok öt különböző helyszínen találhatók, ezek közül a legnagyobb Hjemmeluft/Jiepmaluokta nevű hely közelében van, itt található az Alta Múzeum is. Csak ez az egy helyszín van nyitva a nagyközönség előtt. é. sz. 69° 56′ 53″, k. h. 23° 11′ 06″69.948056°N 23.185000°E

## Történelmi háttér
A régészek a sziklarajzok keletkezését a Kr. e. 4200-500 közötti időszakra teszik. Ebben a korszakban vadászó-gyűjtögető életmódot folytató csoportok éltek a területen. Ezalatt a hosszú idő alatt számos kulturális változás történt, például a fémszerszámok elterjedése, illetve a csónaképítés és a halászat technológiájának fejlődése. A legkorábbi rajzok feltűnő hasonlóságot mutatnak az Északnyugat-Oroszországban talált rajzokkal, ami a tágabb térségre kiterjedő kapcsolatokra utal.
A sziklarajzokat létrehozó kultúra – a térbeli és időbeli egyezés révén – feltehetőleg kapcsolatban állt a komsa és számi csoportokkal; ez utóbbit a számi eszközök és hangszerek díszítései és az altai rajzok közötti hasonlóság is alátámasztja.
A rajzokat kvarcit vésőkkel vésték a gránitba. A Würm-glaciális utáni enyhüléssel a jégpáncéljától megszabadult Skandináv-félsziget fokozatosan emelkedett a tengerszinthez képest (ez a folyamat ma is megfigyelhető), ezért az eredetileg tengerparti sziklák beljebb kerültek a szárazföldön.

## A sziklarajzok

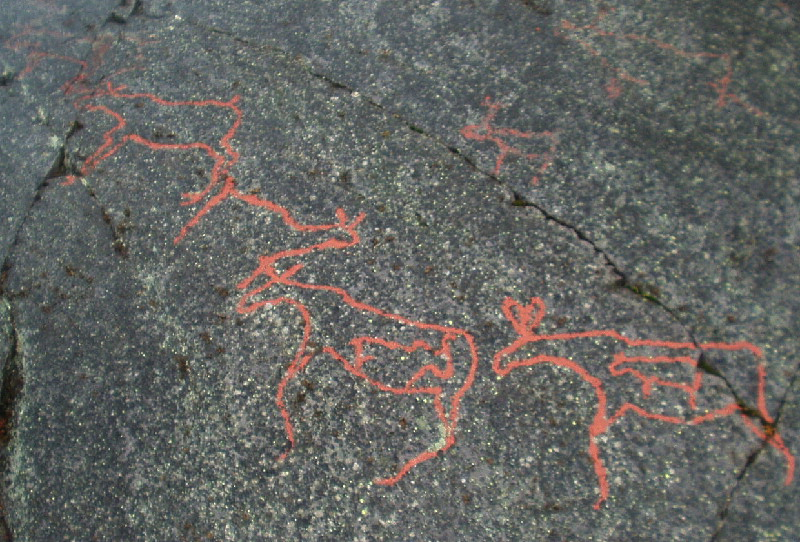
Jávorszarvas-csorda, két vemhes nősténnyel az előtérben

Mivel a sziklarajzok keletkezésének idejéből írásos források nem maradtak fenn, az ábrázolások célját illetően csak feltételezések vannak. A rajzok a különböző lehetséges magyarázatok szerint például sámánista szertartások, varázslások eszközeiként szolgálhattak, de lehettek törzsi jelképek, egyfajta történetábrázolás, vagy pusztán a művészi önkifejezés eredményei is. Mivel hosszú időszakot és számos témát ölelnek fel, akár a fenti magyarázatok közül több is érvényes lehet. A leggyakoribb témák a következők:

### Állatok
A sziklarajzokon számos állat feltűnik. A leggyakoribb a rénszarvas, amelynek ábrázolásai (például kerítés mögött) arra utalnak, hogy az ember már a korai időszakban is valamilyen szinten irányítása alá vonta. Jellemző még a jávorszarvas, valamint különféle madár- és halfajok ábrázolása. Bár a régészeti leletek alapján a táplálék biztosításában a halászat játszotta a legnagyobb szerepet, a halábrázolások ritkák; ennek feltehetőleg az az oka, hogy a halászat lényegesen könnyebb és kockázatmentesebb volt a vadászatnál.
Jelentős szerepet kaptak a medvék: rájuk nem csak vadásztak, hanem feltehetőleg valamilyen kultusz keretében tisztelték is őket.

### Halászat és vadászat

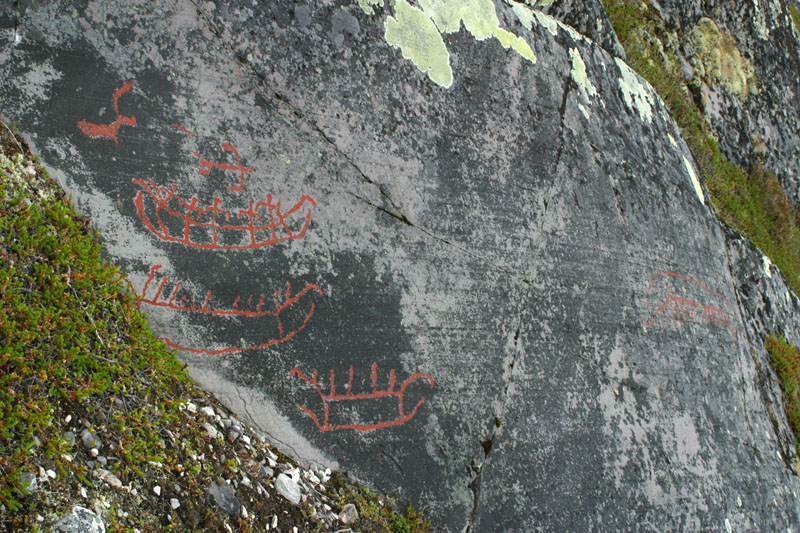
Hajókat ábrázoló sziklarajz

Az emberábrázolások túlnyomó része vadászjeleneteket ábrázol. Hagyományosan ezeket a vadászattal összefüggő varázslások eszközeként értelmezték, azonban napjainkban ennél bonyolultabb magyarázatok is léteznek, melyek szerint a különféle tevékenységek egyes törzseket, az ábrák egymáshoz való viszonya pedig a törzsek közötti kapcsolatot szimbolizálja.
Különösen érdekesek a csónakokat ábrázoló rajzok: míg a korai időszakban a halászcsónakok egészen kicsik, később egyre nagyobb, akár 30 embert is befogadó hajókat véstek a sziklákba, amelyeknek kimunkált, állatokat ábrázoló díszítései a viking hajókkal mutatnak rokonságot, és arra utalnak, hogy ekkor a norvég partok mentén már hosszabb utazások is lehetségesek voltak.

### Mindennapi élet és emberi kapcsolatok
Az ábrák egy része emberek közötti kapcsolatokat, vagy a mindennapi élet jeleneteit mutatja be: táncot, főzést vagy szexuális kapcsolatokat ábrázol. Egyes jelenetek egyértelműen társadalmi különbségekre utalnak, amikor egyes figurákat (feltehetően papokat, sámánokat vagy törzsfőket) kiemelt helyzetben ábrázolnak.